# In Control (album EliZe)
"In Control" to debiutancki album wydany przez holenderską wokalistkę pop, EliZe. Płyta została wydana w Holandii 30 października 2006. Promowana była przez pięć singli.

## Lista utworów
1. "Shake"
2. "Itsy Bitsy Spider"
3. "Let's Dance"
4. "I'm No Latino"
5. "Bodytalk"
6. "Automatic (I'm Talking to You)"
7. "Rhythm of Love"
8. "Come Along"
9. "Into Your System"
10. "Sexually Healing"
11. "100%"

## Single
- "Shake" to pierwszy singel z albumu "In Control", wydany dnia 18 października 2004 roku. Utwór zajął pozycję #32 na notowaniu Holandia Top 40.

- "Automatic (I'm Talking to You)" to drugi singel z krążka. Był to najsukcesywniejszy singel jaki wydano z albumu. Utwór przez trzynaście tygodni okupował listę Holandia Top 40; jego najwyższa pozycja to miejsce #7 Singel wydano 7 marca 2005.

- "I'm No Latino" został wydany jako trzeci singel z albumu "In Control" dnia 22 sierpnia 2005. Utwór wspiął się na miejsce #14 oficjalnej listy przebojów Holandia Top 40.

- "Into Your System" to czwarty singel promujący "In Control". Wydany 2 czerwca 2006, zajął pozycję #18 na notowaniu Holandia Top 40.

- "Itsy Bitsy Spider" wydany dnia 27 października 2006 roku, nie odniósł sukcesu w Holandii. Wydany jako piąty i zarazem ostatni singel z krążka "In Control" nie zajął pozycji na liście Holandia Top 40.

## Listy sprzedaży
| Lista (2006)                | Najwyższa pozycja |
| --------------------------- | ----------------- |
| Holandia Mega Album Top 100 | 66                |